# Interstate 278
Die Interstate 278 (kurz I-278) ist ein Interstate Highway auf dem Gebiet der Bundesstaaten New Jersey und New York in den Vereinigten Staaten. Der Highway verläuft auf einer Länge von 57,32 Kilometern vom U.S. Highway 1 bei Linden, New Jersey, bis zum Autobahnknotenpunkt Bruckner Interchange im Osten des Stadtbezirks The Bronx der Stadt New York City, von wo aus die Straße als Interstate 95 in Richtung New Haven, Connecticut, weiter verläuft. Der Interstate 278 durchquert alle Stadtbezirke von New York City und dient als Verbindungsstraße zwischen den einzelnen Teilen der Stadt. Der Interstate teilt seinen Verlauf mit verschiedenen Freeways, dem Union Freeway im Union County, New Jersey, dem Staten Island Expressway auf dem Verlauf durch Staten Island, dem Gowanus Expressway in Brooklyn und dem Brooklyn–Queens Expressway in Brooklyn und Queens. Außerdem hat der Interstate 278 Anteile am Grand Central Parkway in Queens und am Bruckner Expressway in der Bronx.
Der erste Teil der Straße wurde in den 1930er-Jahren erbaut, danach wurde sie Schritt für Schritt erweitert und in den 1960er-Jahren fertig gestellt. Da große Teile des Interstate 278 vor der Einführung des Interstate-Highway-Systems in den Vereinigten Staaten erbaut wurden, entspricht die Straße stellenweise nicht mehr heutigen Standards, weshalb es immer wieder zu Sanierungsarbeiten kommt. Der Entwurf der Straße stammt von dem New Yorker Stadtplaner Robert Moses. Bis 1969 erfolgte die Erweiterung nach New Jersey. Der ursprüngliche Plan, die Straße bis nach Springfield, New Jersey, verlaufen zu lassen und dort an den Interstate 78 anzubinden wurden nach Protesten in den angrenzenden Kommunen verworfen.

## Verlauf

### New Jersey

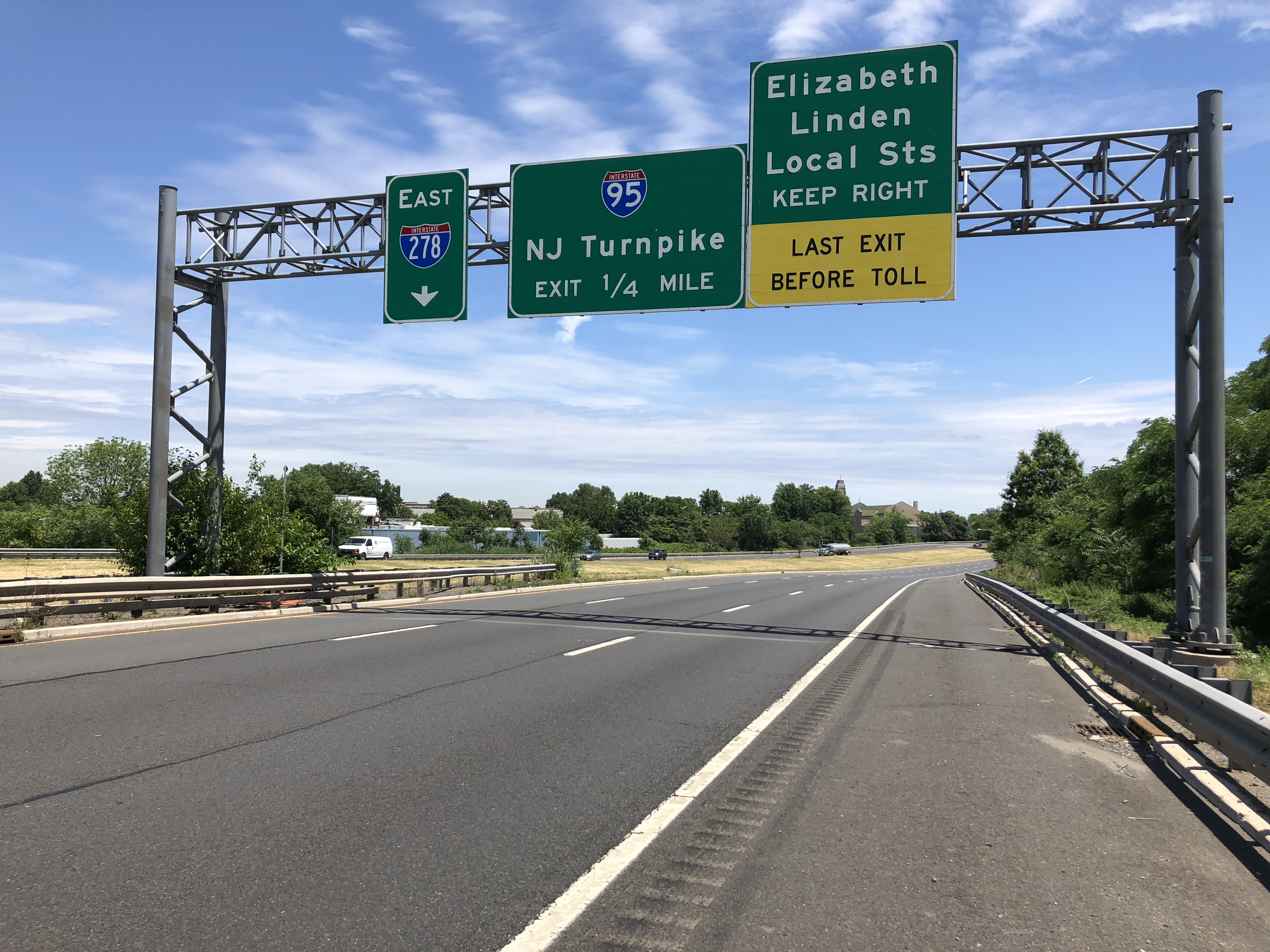
Straßenbeginn in Linden, New Jersey

Der Interstate 278 beginnt an dem Knotenpunkt mit den U.S. Highways 1 und 9 im Norden der Kleinstadt Linden im Union County des Bundesstaates New Jersey. Die Straße führt in östliche Richtung und ist an dieser Stelle vierspurig mit zwei Fahrstreifen in jede Richtung ausgebaut, wobei die in Richtung Osten führende Fahrspur auf der Brücke über die Park Avenue auf drei Spuren erweitert wird. Nach etwa zwei Kilometern trifft sich die Interstate 278 auf dem Gebiet der Stadt Elizabeth an einem Autobahnknoten mit der New Jersey State Route 439 sowie mit dem New Jersey Turnpike (I-95). Nach dem Turnpike überquert der Interstate 278 über die Goethals Bridge den Arthur Kill und verlässt den Staat New Jersey somit. Das in New Jersey gelegene drei Kilometer lange Teilstück des Interstate wird nach dem County, in dem es liegt, auch als Union Freeway bezeichnet. Die Straße wird an der Stelle durch das New Jersey Department of Transportation verwaltet, die Goethals Bridge gehört der Port Authority of New York and New Jersey.

### Staten Island Expressway

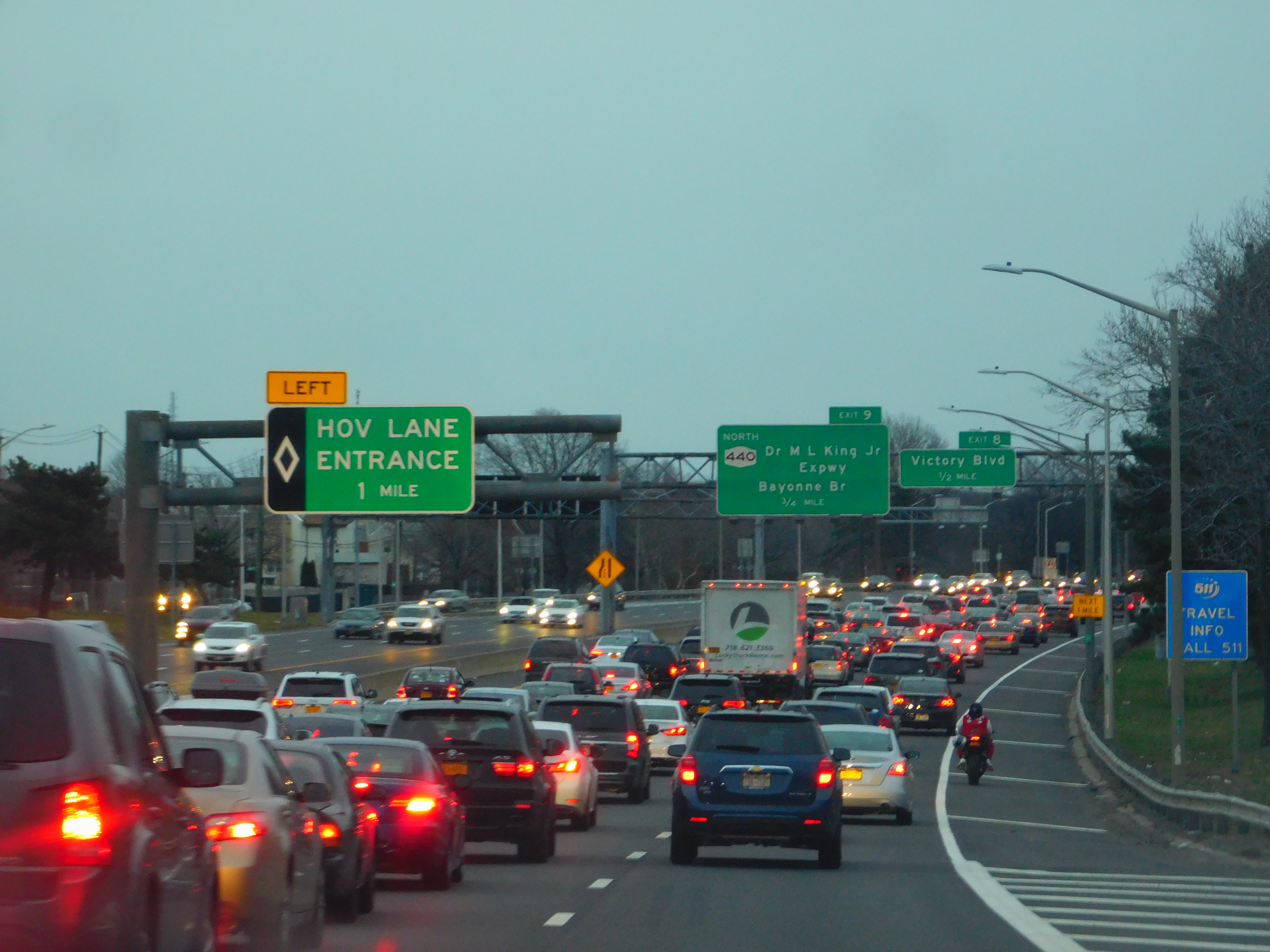
Die Interstate 278 am Victory Boulevard in Staten Island

Der Staten Island Expressway (SIE) beginnt an der Goethals Bridge über den Arthur Kill. Die Straße wird danach mautpflichtig und ist ab der Mautstation achtspurig mit jeweils vier Fahrstreifen in jede Richtung ausgebaut. Unterhalten wird die Straße ab dieser Stelle durch das New York State Department of Transportation. Nach einer Anschlussstelle an der Forest Avenue trifft der Interstate 278 mit der New York State Route 440 (West Shore Expressway) zusammen, mit der sich die Straße kurzzeitig den Verlauf teilt. Hinter der Anschlussstelle an der Richmond Avenue spaltet sich die New York State Route 440 wieder vom Interstate 278 ab und verläuft als Dr. Martin Luther King Jr. Expressway nach Norden in Richtung Hoboken.
Der Staten Island Expressway verläuft weiter in Richtung Osten, ab Victory Boulevard verläuft die Gannon Avenue als sogenannte „frontage road“ zu beiden Seiten des Interstate 278. Diese Frontage road endet kurz vor der Anschlussstelle Slosson Avenue. Die Straße verfügt an dieser Stelle zudem über eine Busspur, die seit 2008 auch als High-occupancy vehicle lane durch Fahrzeuge mit mehreren Mitfahrern genutzt werden kann. Direkt hinter Slosson Avenue führt der Interstate 278 durch ein bewaldetes Gebiet, dort befindet sich das verbliebene Teilstück des nicht fertig gebauten Richmond Parkway, der an dieser Stelle an den Staten Island Expressway angeschlossen werden sollte. Nach drei weiteren Anschlussstellen passiert der Interstate 278 wiederum eine Zollstation für die Verrazzano-Narrows Bridge über die Meerenge The Narrows. Die Brücke hat insgesamt 13 Spuren, sechs unten und sieben oben, von letzteren wird eine als HOV-Spur genutzt. Die Brücke wird von der Triborough Bridge and Tunnel Authority unterhalten und verbindet Staten Island mit Brooklyn. Diese Stelle des Interstate 278 eine der am stärksten befahrenen Straßen in New York City.

### Gowanus Expressway

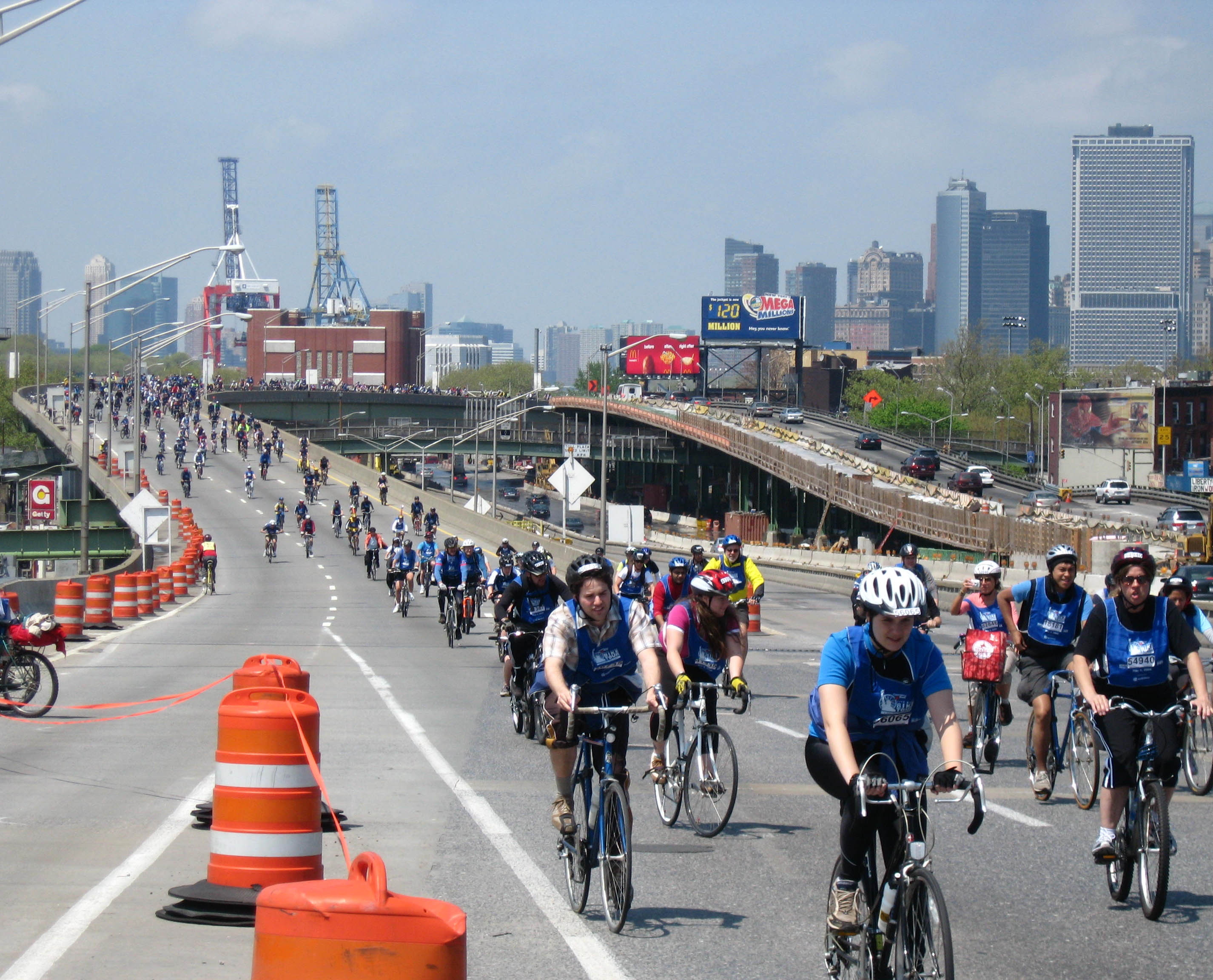
Gowanus Expressway während der Five Boro Bike Tour im Jahr 2008

Hinter der Verrazzano-Narrows Bridge wird der Interstate 278 unter der Bezeichnung Gowanus Expressway auf dem Gebiet des Stadtbezirks Brooklyn weitergeführt. Unmittelbar hinter der Brücke befindet sich ein Anschluss an den entlang des Narrows führenden Belt Parkway sowie eine Anbindung an die 92nd Street als insgesamt siebenspurige Autobahn mit vier Fahrstreifen (davon eine HOV-Spur) in Richtung Norden und drei Fahrstreifen in Richtung Süden. Später besteht eine Anschlussstelle an die 7th Street, die von da an parallel zum Interstate 278 verläuft. Auf Höhe des 65th Street macht der Interstate einen Knick in Richtung Westen und schließlich wieder in Richtung Nordosten, ab dort ist die Straße kurzzeitig mit dem Belt Parkway identisch. An dieser Stelle liegen westlich des Interstate 278 die Industrieanlagen des New Yorker Hafens.
Auf dem weiteren Verlauf kreuzt sich der Gowanus Expressway mit der 38th Street sowie mit dem westlichen Ende der New York State Route 27. Nach dem Knotenpunkt mit der NY Route 27 wird der Interstate 278 auf acht Fahrspuren erweitert, kurz darauf kommt es zu einer Kreuzung mit dem Brooklyn-Battery Tunnel, einem Teil des Interstate 495. Der I-278 knickt nach Norden und verläuft parallel zum Hudson River, westlich ist die Skyline Manhattans zu sehen.

### Brooklyn-Queens Expressway

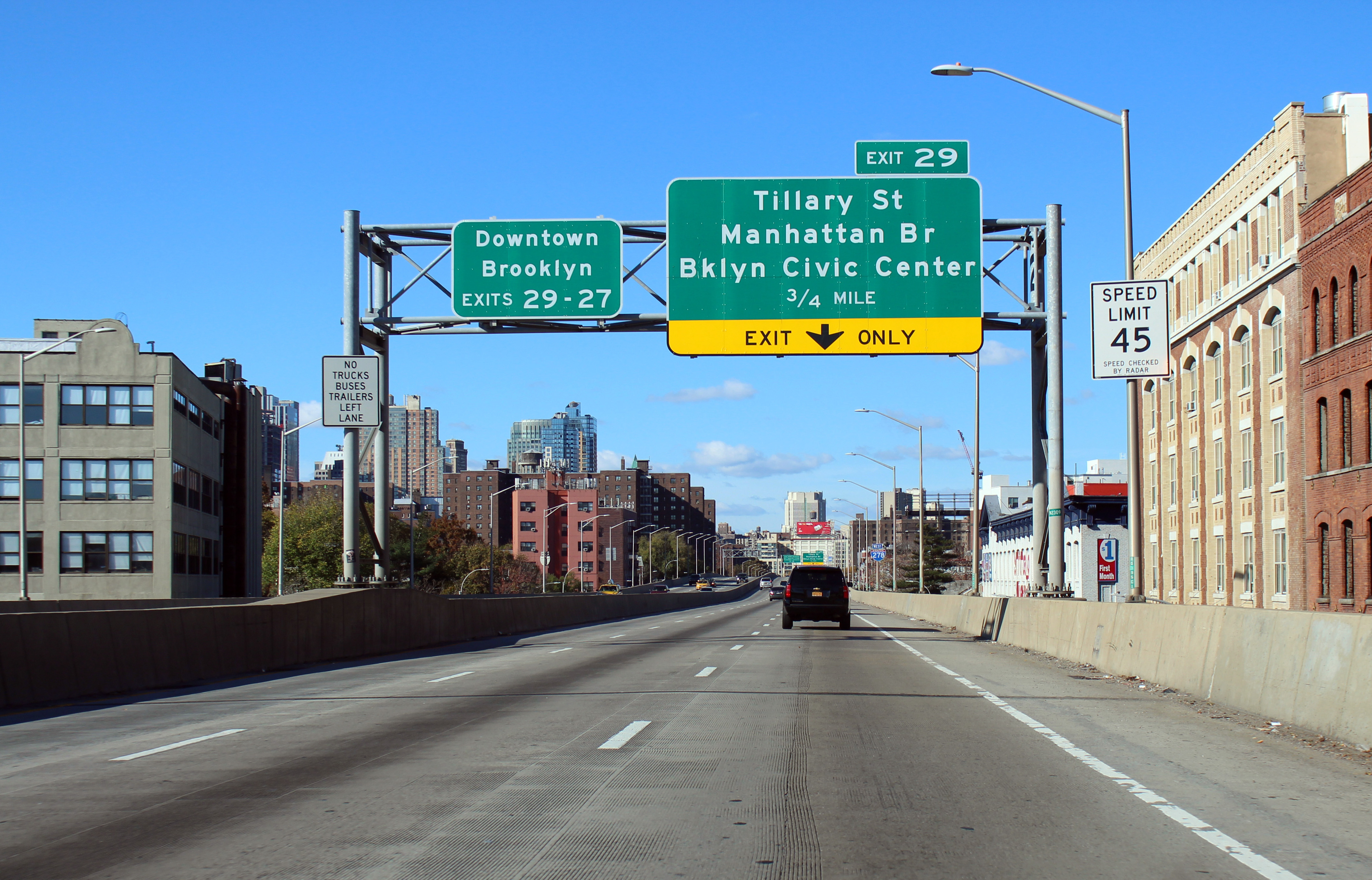
Brooklyn–Queens Expressway in Downtown Brooklyn

Im Nordwesten Brooklyns macht der Interstate 278 einen Knick nach Osten, verläuft knapp 600 Meter unter der Brooklyn Heights Promenade und kreuzt sich mit der Brooklyn Bridge, die von dort aus weiter nach Manhattan führt. Danach unterquert die ab dieser Stelle als Brooklyn-Queens Expressway bezeichnete Straße eine Brücke der New York Subway und besitzt Anschlussstellen an der Tillary Street sowie an der Flushing Avenue. Kurz darauf folgt die Anschlussstelle Whyte Street in Downtown Brooklyn. Der Brooklyn–Queens Expressway passiert die Neigborhood Williamsburg als sechsspurige Straße mit Anschluss an die Williamsburg Bridge und später an die Metropolitan Avenue. Eine weitere Anschlussstelle besteht im weiteren Verlauf am McGuiness Boulevard/Humboldt Street. Danach führt der Brooklyn–Queens Expressway durch ein Industriegebiet, in dem die Straße über die Kosciuszko-Brücke den Newtown Creek überquert.
Hinter der Kosciuszko-Brücke passiert der Interstate 278 den Stadtbezirk Queens. Dort kreuzt sich die Straße wieder mit dem Interstate 495 (Long Island Expressway), knickt dann nach Osten und führt wieder durch bewohntes Gebiet. Dort besteht ein Anschluss an die New York State Route 25 (Queens Boulevard). In ihrem weiteren Verlauf unterquert der Interstate 278 eine Strecke der Long Island Rail Road, in Richtung der Anschlussstellen Broadway und Roosevelt Avenue verläuft die Strecke bis zu einem als Raute mit einer Kreuzung ausgeführten Verkehrsknotenpunkt mit der New York State Route 25A. Dort spaltet sich die Fahrbahn mit vier Fahrstreifen in jede Richtung in eine West- und eine Ostrichtung auf, über die eine Anschlussstelle an den Astoria Boulevard besteht. Obwohl an dieser Stelle nur die Richtungsfahrbahnen nach Süden als Interstate Highway ausgewiesen sind, wird die Autobahn in beiden Fahrtrichtungen als Interstate Highway behandelt.

### Grand Central Parkway

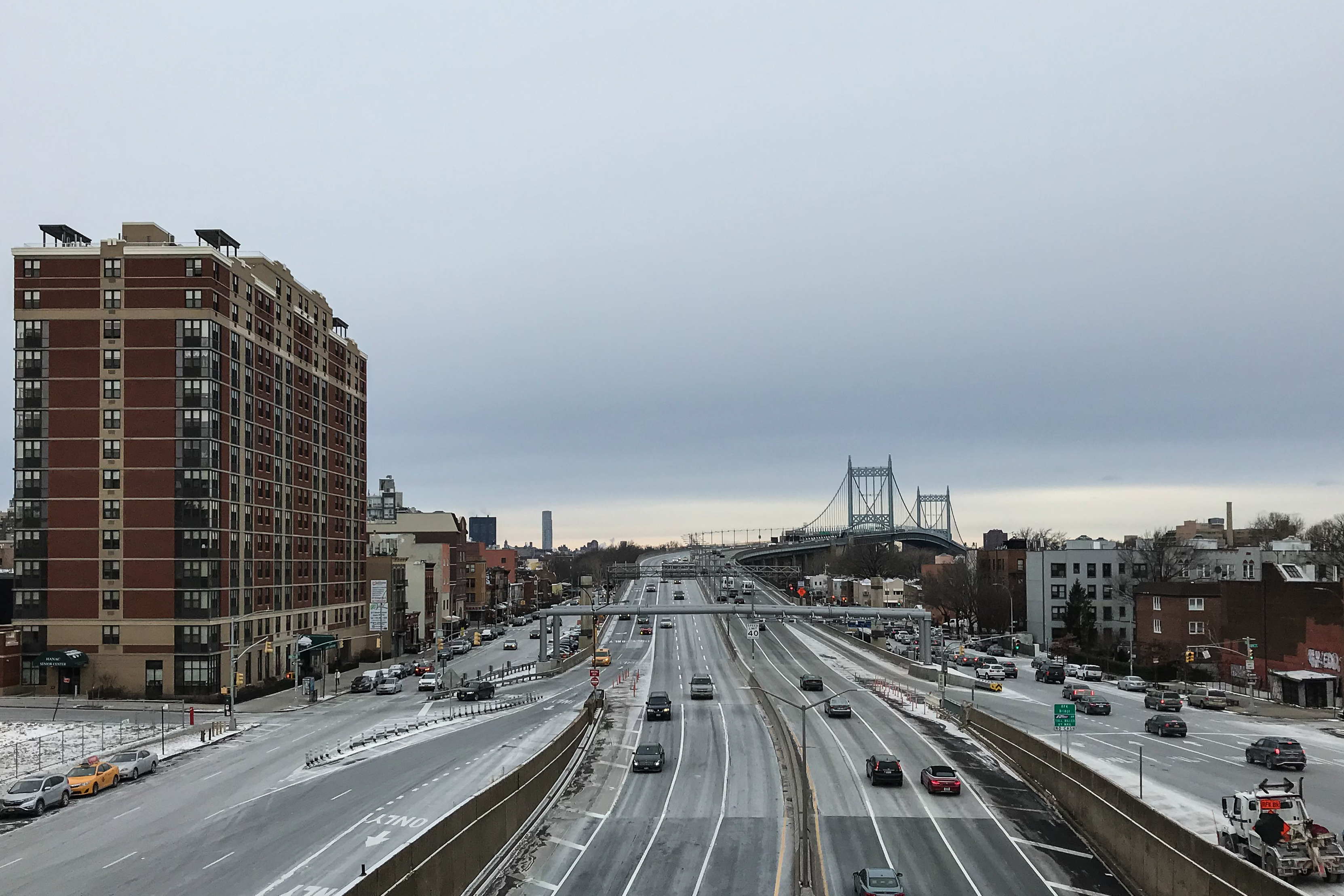
Der Grand Central Parkway in Queens in Fahrtrichtung Westen kurz vor der Robert F. Kennedy Bridge mit der Hoyt Avenue links und rechts der Straße

Nach dem Knotenpunkt wird der Interstate 278 als Grand Central Parkway weitergeführt. Dieser überquert über die mautpflichtige achtspurige Robert F. Kennedy Bridge den East River und führt somit über die im Stadtbezirk Manhattan liegende Wards Island, wo die Straße jedoch nicht auf bewohntes Gebiet trifft. Auf der Insel führt der Grand Central Parkway nach Norden und kreuzt sich mit Franklin D. Roosevelt East River Drive, der die Straße mit dem Stadtteil Harlem verbindet. Der Interstate 278 führt weiter nach Norden und überquert den Bronx Kill in den Stadtbezirk The Bronx.

### Bruckner Expressway

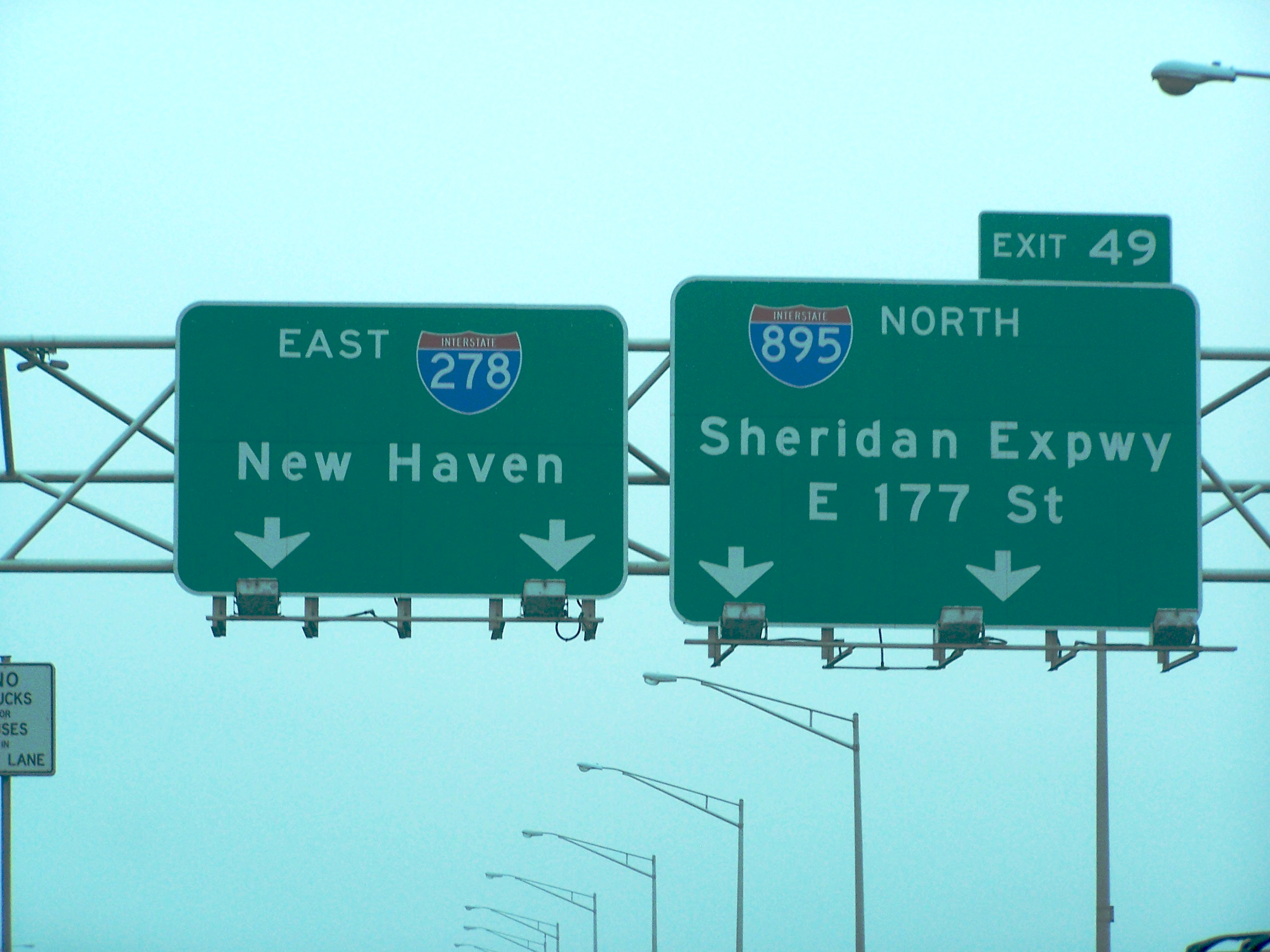
Beschilderung am Knotenpunkt zwischen der Interstate 278 und der New York State Route 895 (hier noch als Interstate 895 beschildet)

In der Bronx ist der Interstate 278 ein Teil des Brucker Expressway. Von diesem zweigt bereits kurz nach dem Beginn das südliche Ende der Interstate 87 (Major Deegan Expressway) ab, unmittelbar dahinter besteht ein Anschluss an die 138th Street. Der Interstate 278 verläuft weiter als sechsspurige Straße nach Nordosten durch einige Industriegebiete und knickt nach etwa drei Kilometern nach Osten ab, an dieser Stelle zweigt die New York State Route 895 in Richtung der Interstate 95 (Cross Bronx Expressway) ab. Der Interstate 278 überquert den Bronx River über eine bewegliche Brücke.
Der Interstate 278 endet nach 57,32 Kilometern der Neighborhood Schuylerville am Bruckner Interchange. Der Bruckner Expressway wird dort Teil der Interstate 95 und führt weiter in Richtung des New England Thurway. Am Brucker Interchange ist der Interstate 278 zudem an die Interstate Highways 295 und 678 angeschlossen.

## Geschichte

### New Jersey

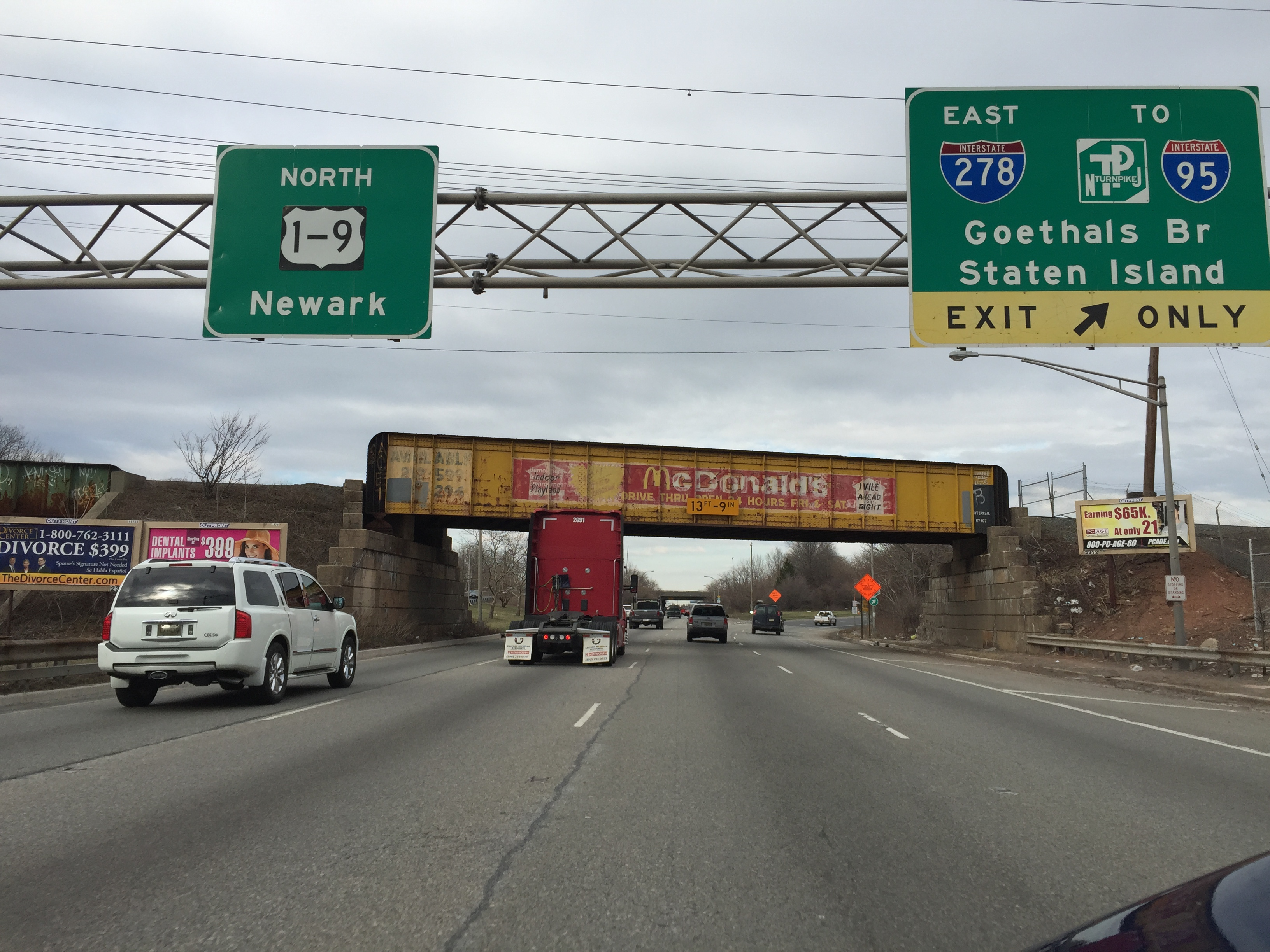
Abzweig auf die Interstate 278 in Linden, New Jersey (2016)

Mit den Planungen zur Erweiterung der Interstate 278 als Union Freeway in den Bundesstaat New Jersey wurde im Jahr 1955 begonnen. Ziel war es zunächst, das bisherige Straßenende hinter der Goethals Bridge mit den Städten Springfield und Millburn im Union County zu verbinden. Die Planungen stießen in den Kommunen Roselle Park, Kenilworth und Union Township in breiter Masse auf Ablehnung, da die Straße direkt durch bewohntes Gebiet geführt hätte. Im Jahr 1967 entschieden die Verantwortlichen in New Jersey, den Ausbau des Interstate 278 nicht weiter in Betracht zu ziehen, die zur Verfügung gestellten Fördergelder wurden daraufhin für den Ausbau des Interstate 195 aufgewendet. Der einzige in New Jersey fertiggestellte Anschluss befindet sich an den an dieser Stelle auf einer Straße verlaufenden U.S. Routes 1 und 9 in Linden, der nach Baukosten von 11,5 Millionen US-Dollar im Jahr 1969 für den Verkehr freigegeben wurde.
Ende der 1960er-Jahre bestanden Pläne für eine Erweiterung des Union Freeway und eine Anbindung an den Interstate 287 in der Nähe von Hanover Township, diesen Plänen erteilte die Federal Highway Administration im Jahr 1970 jedoch eine Absage.
Die 1929 errichtete Goethals Bridge, die das Festland von New Jersey mit Staten Island und somit mit dem Stadtgebiet von New York City verbindet, wurde 2014 abgerissen und neu aufgebaut. Der in Richtung Osten verlaufende Teil der neuen Goethals Bridge wurde im Juni 2017 für den Verkehr in beiden Fahrtrichtungen geöffnet, der in Richtung Westen verlaufende Teil der Brücke wurde im Mai 2018 freigegeben.

### Staten Island Expressway
Der Staten Island Expressway wurde ab 1941 unter dem Projektnamen Cross-Richmond Express Highway als Verbindungsstrecke zwischen der Goethals und der Verrazzano-Narrows Bridge geplant, um Staten Island infrastrukturtechnisch besser zu erschließen. Die Planungen wurden 1945 durch Stadtplaner Robert Moses übernommen. Der Bau der Autobahn wurde in den 1950er-Jahren genehmigt und 1959 wurde mit dem Bau der Straße begonnen. Der Staten Island Expressway wurde zu dieser Zeit als Teil der Interstate 278 gewidmet.
Ursprünglich sollte der Staten Island Expressway über den Richmond Parkway mit dem weiter südlich gelegenen Outerbridge Crossing verbunden werden, wogegen sich innerhalb der Bevölkerung von Staten Island heftiger Widerstand regte. Mit dem Bau des Richmond Parkway wurde zwar noch begonnen, dieser wurde jedoch im Jahr 1966 nach der Übernahme des Amtes des Bürgermeisteramtes durch John Lindsay abgebrochen. Der nördliche, nicht fertiggestellte Teil des Richmond Parkway bis zur Interstate 278 wurde der Staten Island Greenbelt, eine öffentliche Parkanlage in der geographischen Mitte von Staten Island.
Der erste Teil des Staten Island Expressway zwischen der Goethals Bridge und der Anschlussstelle am Victory Boulevard wurde im Januar 1964 für den Verkehr freigegeben, der restliche Teil wurde später im gleichen Jahr eröffnet. Die Kosten für Planung und Bau des Staten Island Expressway beliefen sich auf etwa 47 Millionen US-Dollar. Im Jahr 1998 wurde der Staten Island Expressway um Busspuren erweitert, diese wurden bis 2005 zur Anschlussstelle Slosson Avenue ausgebaut. Seit 2008 sind die Busspuren in Hauptverkehrszeiten auch für Fahrzeuge mit mehreren Mitfahrern freigegeben, sogenannte HOV-Spuren oder Carpool-Lanes. Im Juli 2008 wurde ein Ausbau des Staten Island Expressway zur Verbesserung der Verkehrssituation bekannt gegeben. Die Bauarbeiten begannen im November 2010, die neue Anschlussstelle Fingerboard Road/Lily Pond Avenue wurde am 9. Juli 2012 für den Verkehr geöffnet.

### Gowanus Expressway
Der Gowanus Expressway, der früher auch als Gowanus Parkway bezeichnet wurde, ist der älteste Teil des heutigen Interstate 278, die Planungen für diesen Abschnitt begannen in den frühen 1930er-Jahren. Mit dem Bau der Straße wurde im Jahr 1939 begonnen, die Straße folgte dem Verlauf der Straßenbahnlinie Third Avenue Line, über deren Verlauf sie gebaut wurde. Fertiggestellt wurde der Gowanus Expressway im Jahr 1941. Die Strecke war Teil eines Belt Parkway und wurde zunächst als New York State Route 27A gewidmet. Später wurde der Gowanus Expressway als Verbindung zwischen der Verrazano-Narrows Bridge und dem Brooklyn-Battery Tunnel erweitert und im Mai 1950 wiedereröffnet. Die Straße war zunächst mit zwölf Spuren geplant, wurde jedoch nach Protesten aus dem angrenzenden Bay Ridge schlussendlich nur sechsspurig ausgeführt. Zeitgleich wurde der Gowanus Expressway Teil des Interstate-Highway-Programms und bekam die Nummer 278. Der Ausbau der Straße wurde 1964 beendet, die Baukosten beliefen sich auf etwa 100 Millionen US-Dollar.
Bis zum Jahr 2000 wurde der Gowanus Expressway in Fahrtrichtung Norden um eine weitere Fahrzeugspur erweitert, um den Verkehrsfluss in Richtung Manhattan zu verbessern. Der Unterbau der Straße befindet sich aktuell in einem sanierungsbedürftigen Zustand. Das New York State Department of Transportation erwog in einer Machbarkeitsstudie im Jahr 1998 einen Rückbau der oberirdischen Straße und eine Umsetzung als Tunnel, die Pläne wurden im November 2011 jedoch aus Kostengründen verworfen.

### Brooklyn–Queens Expressway

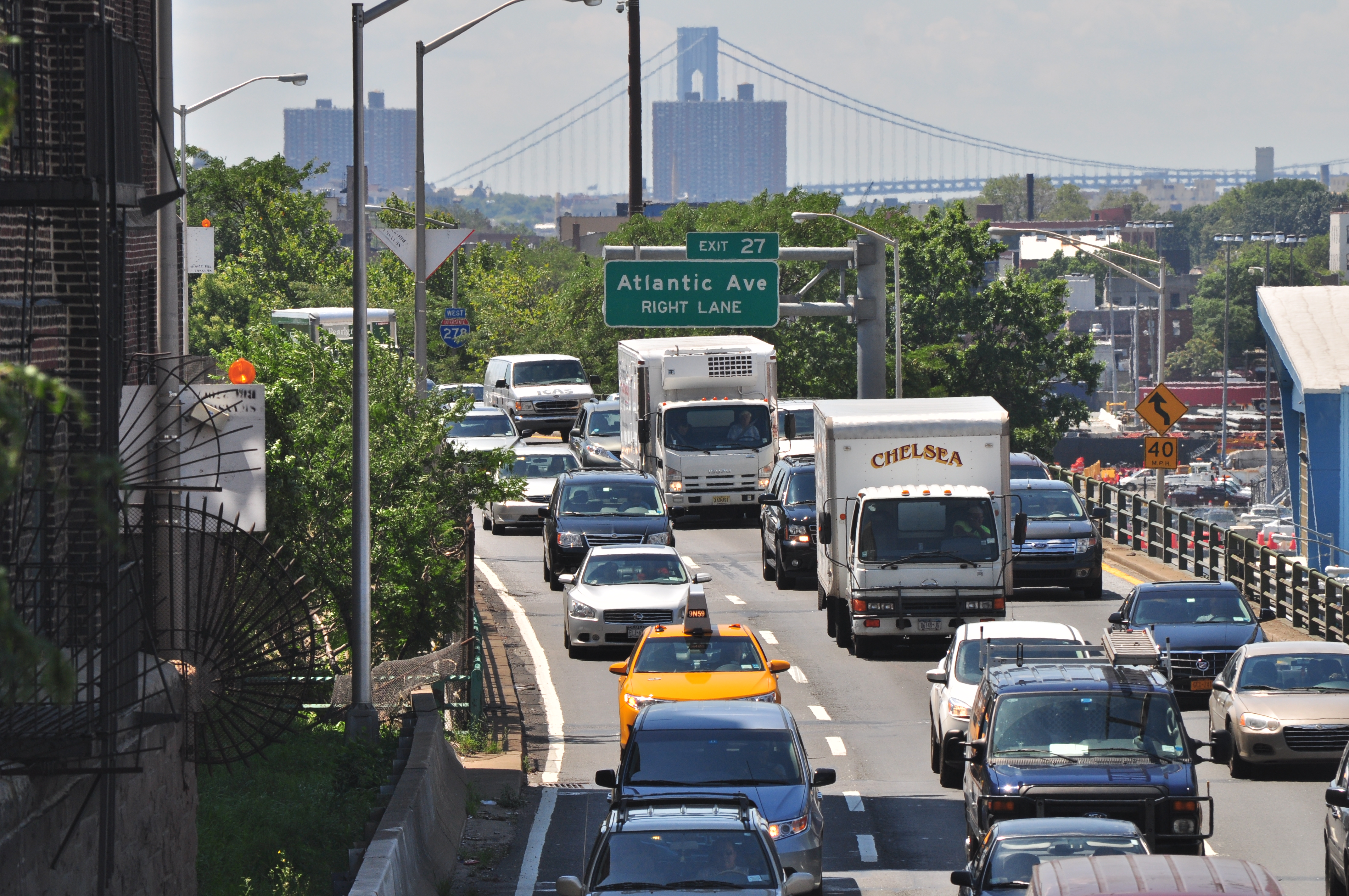
Stau auf dem Brooklyn–Queens Expressway in Brooklyn Heights

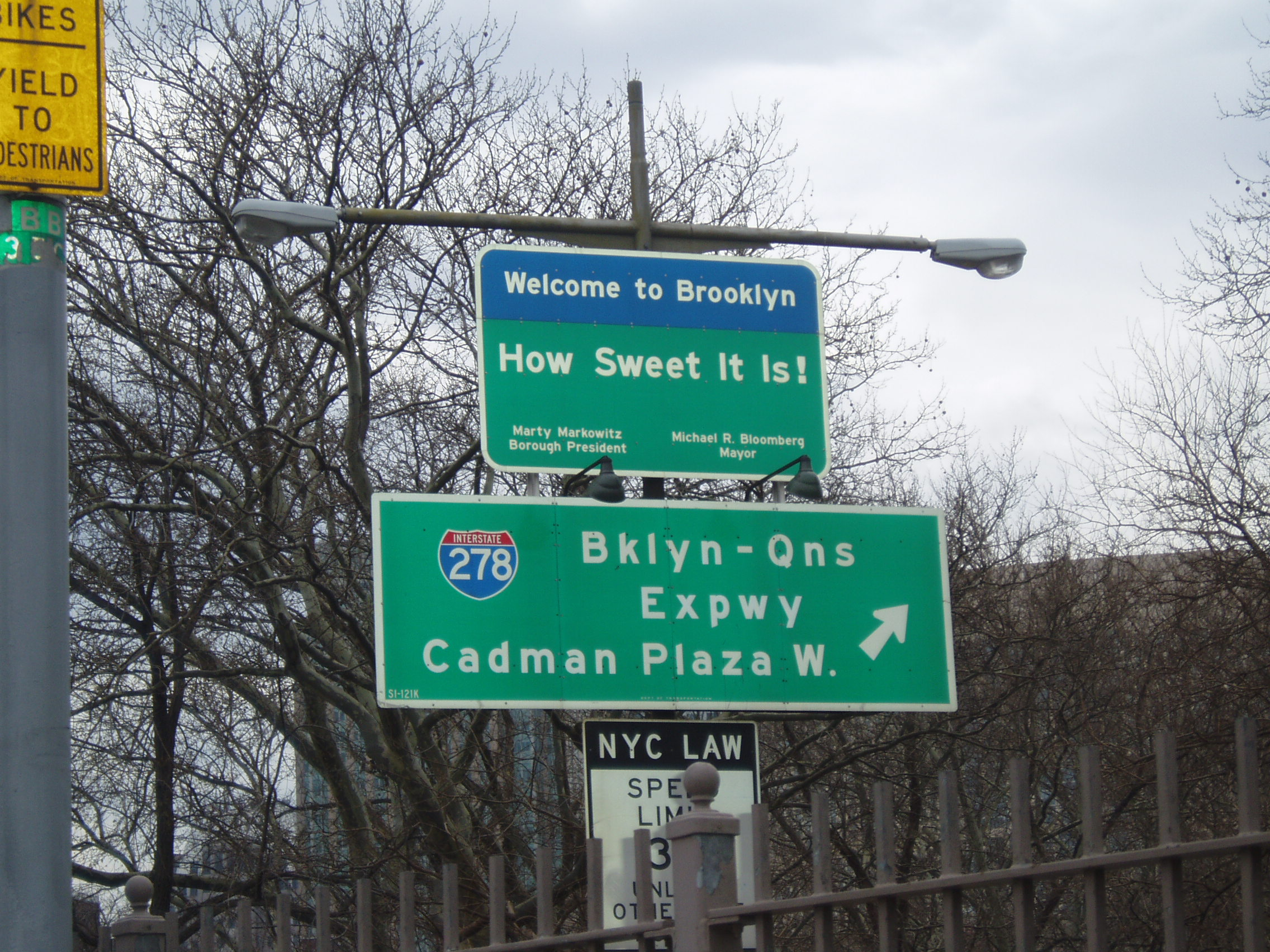
Hinweisschild auf den Brooklyn–Queens Expressway am Ortseingang von Brooklyn

Im Jahr 1936 begannen die Planungen für den Bau des zunächst sogenannten Brooklyn–Queens Connecting Highway, der den Gowanus Expressway mit der Robert F. Kennedy Bridge (damals noch bekannt als Triborough Bridge) verbinden sollte. Das erste Teilstück zwischen der Triborough Bridge und der Anschlussstelle Meeker Avenue sowie die auf diesem Teilstück gelegene Kosciuczko Bridge wurden 1939 eröffnet. Weitere Planungen sahen zudem eine Erweiterung der Schnellstraße zwischen der Meeker Avenue und der Williamsburg Bridge vor, um den Verkehr nach Manhattan zu entlasten. Das Teilstück wurde am 25. Mai 1950 eröffnet. Ein weiterer Ausbau des Brooklyn–Queens Expressway erfolgte bis zum 23. Juni 1964 zwischen der Brooklyn Bridge und dem Brooklyn-Battery Tunnel, wodurch der Brooklyn–Queens Expressway mit dem Gowanus Parkway verbunden wurde. Die dadurch entstandene Lücke zwischen der Brooklyn Bridge und der Williamsburg Bridge wurde schließlich in den folgenden Jahren geschlossen; am 1. September 1958 erfolgte die Eröffnung zwischen der Williamsburg Bridge und dem Anschluss an die Flushing Avenue und am 26. August 1959 wurden sowohl das Stück zwischen der Brooklyn Bridge und der Tillary Street als auch die Straße zwischen dem Grand Central Parkway und der Anschlussstelle Roosevelt Avenue freigegeben.
Das letzte offene Stück der Interstate 278 zwischen der Tillary Street und der Flushing Avenue wurde am 6. Januar 1960 eröffnet, vollständig beendet wurde der Ausbau des Brooklyn–Queens Expressway im Dezember 1964 nach Baukosten von etwa 137 Millionen US-Dollar. Der Knotenpunkt mit dem Long Island Expressway im Süden von Queens wurde 1966 neu gebaut.

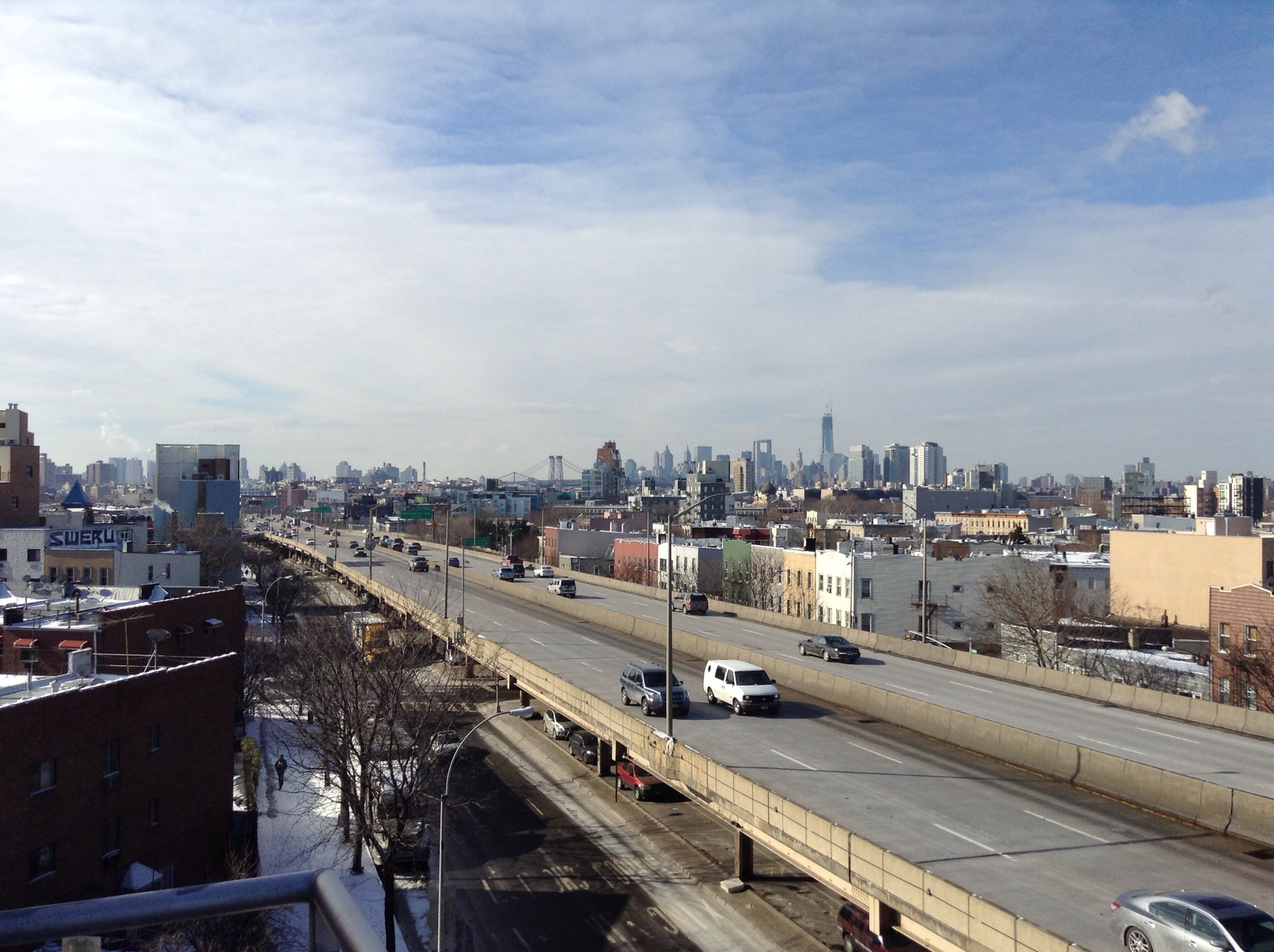
Blick über den Brooklyn–Queens Expressway in Richtung Lower Manhattan

Nach den ursprünglichen Planungen Moses‘ sollte der Brooklyn–Queens Expressway nicht entlang des East River verlaufen, sondern den Stadtteil Brooklyn Heights komplett durchqueren. Diese Pläne konnten nach Einwohnerprotesten durch die Brooklyn Heights Association abgewendet werden, stattdessen folgt die Schnellstraße in Brooklyn Heights nun als Überbau dem Verlauf der Furman Street. Im Jahr 1959 wurde der Brooklyn–Queens Expressway als Interstate 278 gewidmet. Die Straße musste stellenweise erweitert werden, um den Status eines Interstate Highways erfüllen zu können, in den 1980er- und 1990er-Jahren wurden weitreichende Sanierungsarbeiten am Brooklyn–Queens Expressway vorgenommen. Anfang der 2000er-Jahre wurden weitere Umbaumaßnahmen an der Interstate 278 durchgeführt, so wurde beispielsweise das Viadukt, auf dem die Straße verläuft, saniert. Die Kosciuszko Bridge wurde zwischen 2014 und 2017 auf der östlichen Seite neu gebaut, im Jahr 2020 soll auch die westliche Seite der Brücke wieder für den Verkehr freigegeben werden.

### Bruckner Expressway
Der Bruckner Expressway war ursprünglich ein Teil der New York State Route 1A und wurde ebenfalls ab den 1930er-Jahren als Verbindungsstrecke zwischen der Robert F. Kennedy Bridge und dem nördlich der Stadt New York City gelegenen Westchester County herzustellen. Die Planung wurde 1951 von Robert Moses übernommen, mit dem Bau des Streckenabschnitts zwischen der Kennedybrücke und dem Bronx River wurde 1957 begonnen, der Bau des Teilstücks bis zum ebenfalls in Bau befindlichen Bruckner Interchange begann 1959. Der erste Bauabschnitt bis zum Bruckner Interchange wurde 1961, der zweite Bauabschnitt im Oktober 1962 fertig gestellt. Der komplette Ausbau der Strecke war mit der Fertigstellung des Bruckner Interchange 1972 abgeschlossen.
Der erste Teil des Brucker Expressway bis Major Deegan Expressway wurde während der 1960er-Jahre und der restliche Teil im Jahr 1970 zur Interstate 278 umgewidmet. Vorher war dieser Abschnitt als New York State Route 878 gewidmet.

## Verkehrsaufkommen, Sanierungsbedarf
Der Interstate Highway 278 ist eine wichtige Verkehrsachse in New York City und eine der am stärksten befahrenen Straßen im Stadtgebiet. Im Jahr 2015 führte das New York City Department of Transportation eine Verkehrszählung auf der Schnellstraße durch. Am stärksten befahren war demnach die Verrazzano-Narrows Bridge mit 181.405 Fahrzeugen am Tag, gefolgt vom Brooklyn–Queens Expressway mit 164.326 Fahrzeugen am Tag und dem Gebiet von Staten Island mit 158.806 Fahrzeugen am Tag. Weitere Bereiche mit mehr als 150.000 Fahrzeugen am Tag waren die Robert F. Kennedy Bridge und die Kosciuczko Bridge.
Der Highway 278 gilt als marode und sanierungsbedürftig. 
Eine Sanierung würde Milliarden US-Dollar kosten und jahrelange Baustellen implizieren. 
Experten warnen seit Jahren, dass Verkehrsbauwerke einstürzen könnten. Unter anderem ist der Abschnitt in Brooklyn Heights, bekannt für seine dreistöckige Straßenführung und von täglich 150.000 Fahrzeugen befahren, in einem kritischen Zustand.

## Bauwerke

### Goethals Bridge
Die Goethals Bridge verbindet den Bundesstaat New Jersey mit dem New Yorkers Stadtbezirk Staten Island. Die Brücke ist eine Gerberträgerbrücke und überquert den Arthur Kill, eine Meerenge, die Staten Island vom Festland abtrennt. Für den Verkehr freigegeben wurde die Brücke am 29. Juni 1929. Die Goethals Bridge hat eine Gesamtlänge von 2164 Metern und eine lichte Höhe von 41,7 Metern, die längste Stützweite der Brücke beträgt 205 Meter. Die Goethals Bridge hat insgesamt vier Fahrspuren von jeweils drei Metern Breite.
Im Jahr 2014 begannen die Bauarbeiten für einen Neubau der Brücke. Sie wird jährlich von rund 31,3 Millionen Fahrzeugen passiert.

### Verrazzano-Narrows Bridge

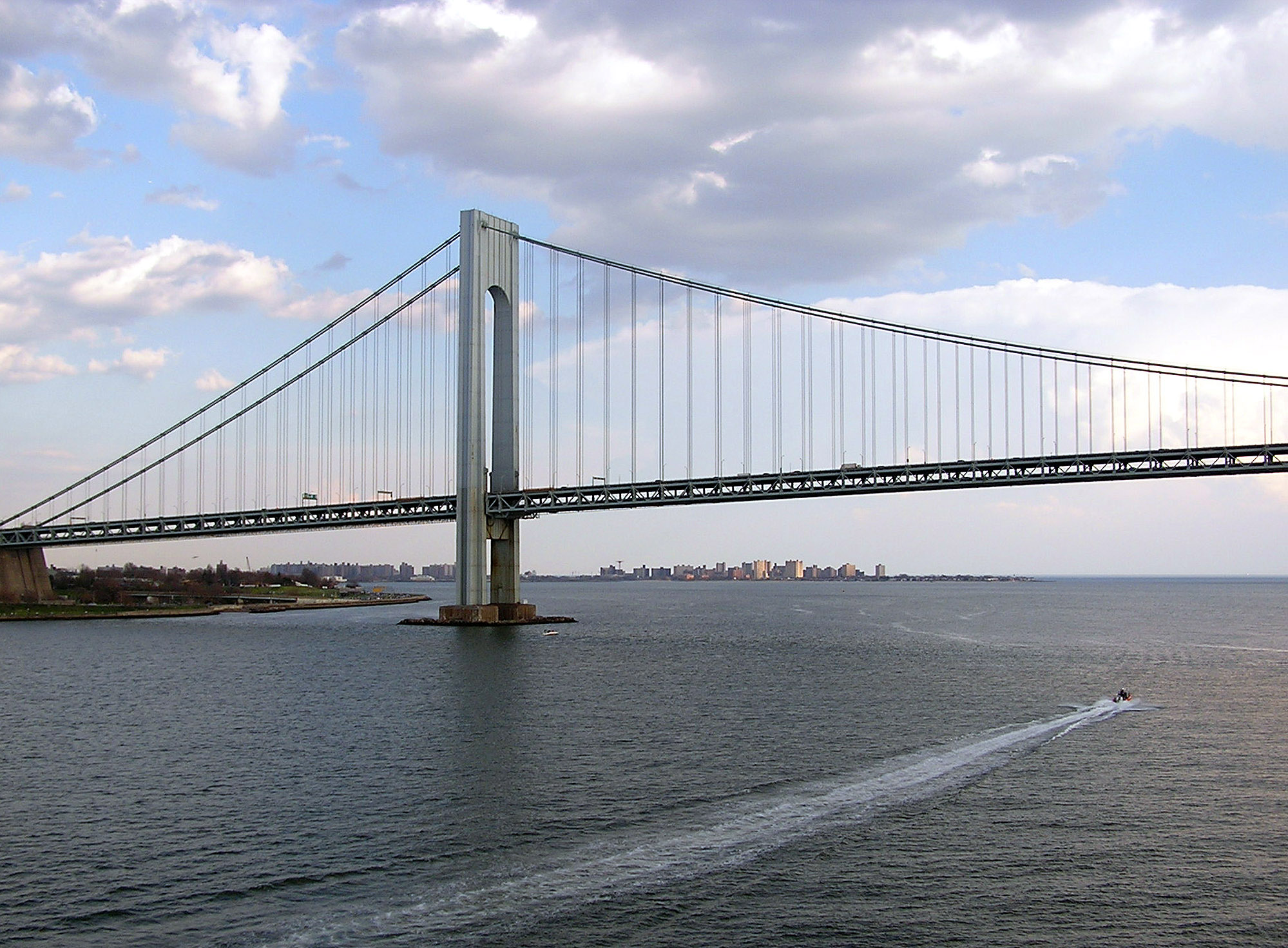
Blick auf die Verrazzano-Narrows Bridge

Die Planungen für eine Brücke über die Narrows wurde bereits im Jahr 1926 durch den Ingenieur David B. Steinman begonnen. Zu diesem Zeitpunkt war Staten Island noch komplett von der Landfläche New Yorks abgetrennt und die einzige Verbindung auf die Insel bestand durch die Staten Island Ferry. Ab 1946 wurde diese Idee von Robert Moses, dem damaligen Leiter der Triborough Bridge and Tunnel Authority (TBTA), wieder aufgegriffen. Mit der Planung wurde das Ingenieurbüro Ammann & Whitney beauftragt. Die Bauarbeiten dauerten von 1959 bis 1964 an und verursachten Kosten von etwa 320 Millionen US-Dollar, die Eröffnung der Brücke fand am 21. November 1964 statt. 1969 erhielt die Brücke aufgrund des Verkehrsaufkommens eine zweite Etage.

### Kosciuszko Bridge

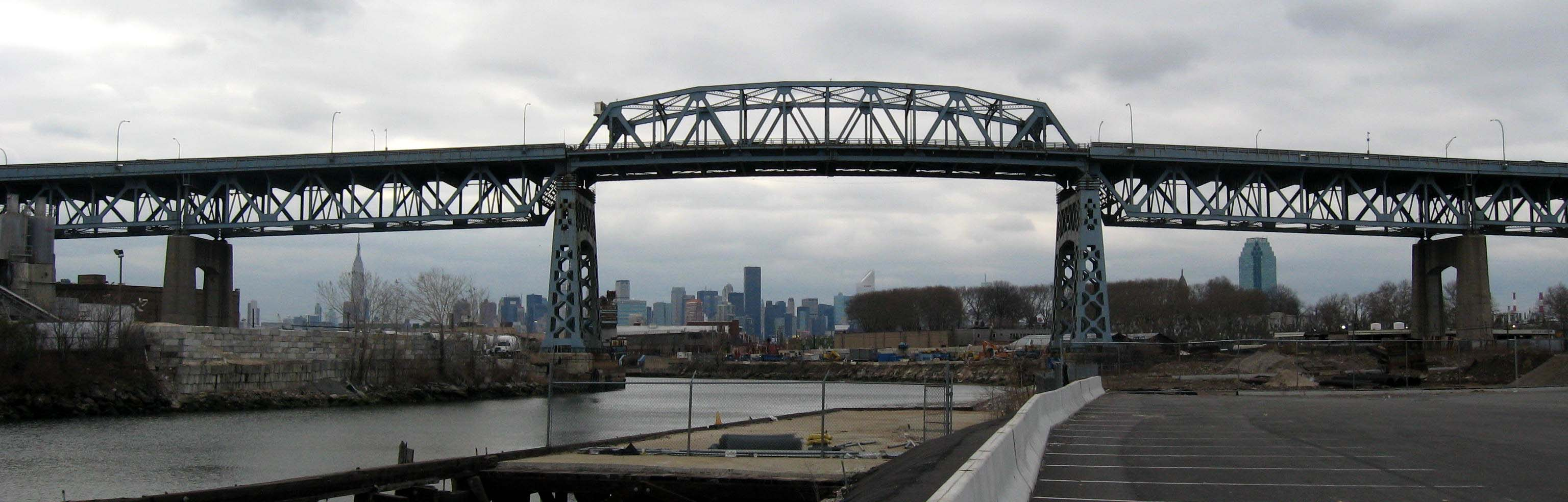
Die Kosciuszko Bridge vor dem Neubau (Foto von 2008)

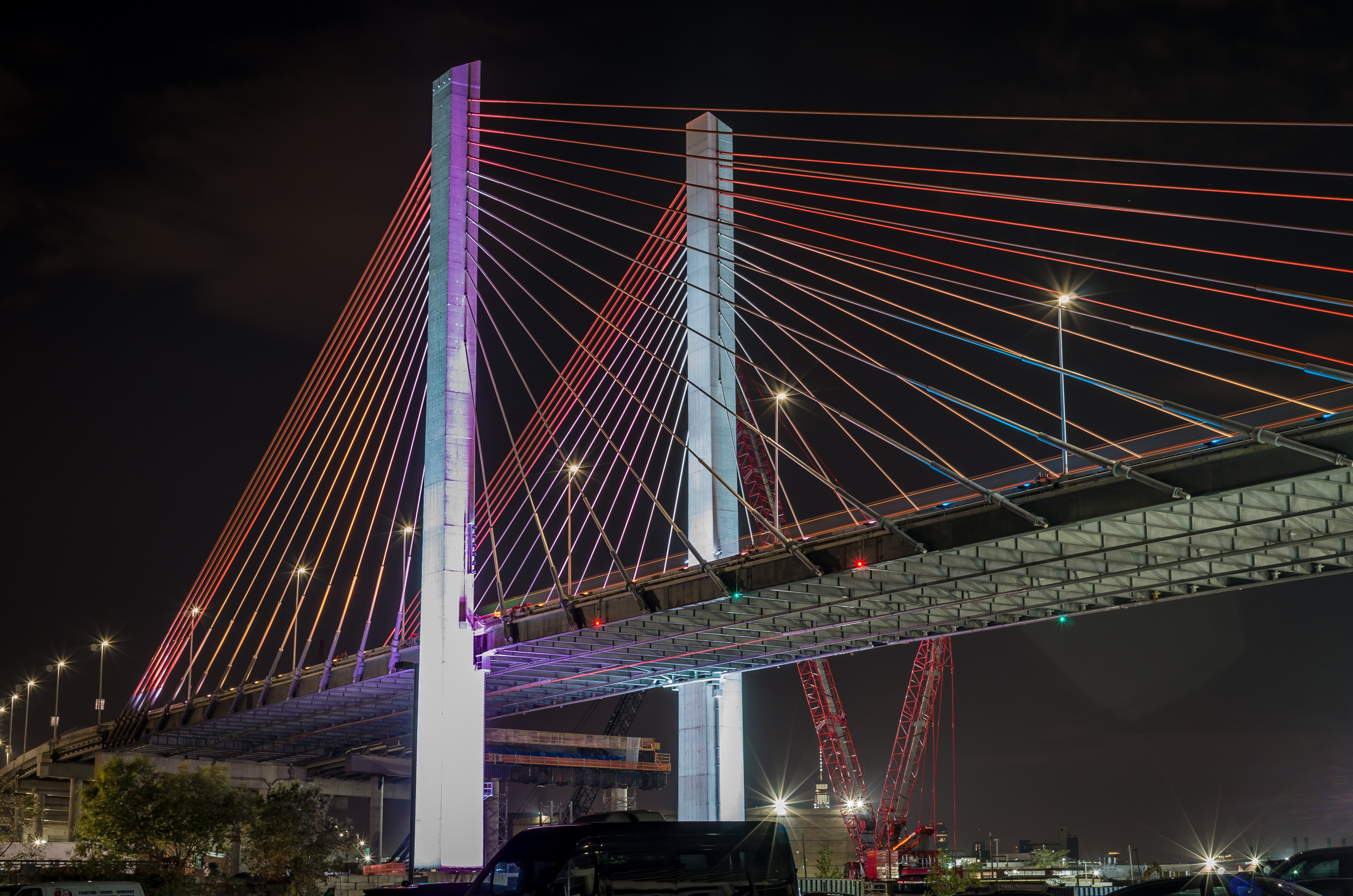
Die neue Kosciuszko Bridge bei Nacht im Oktober 2018

Die Kosciuszko Bridge überquert den Newtown Creek und verbindet die New Yorker Stadtbezirke Brooklyn und Queens miteinander. Bereits im Jahr 1803 wurde an dem Standort der Brücke ein Bauwerk über den Newtown Creek errichtet, diese Brücke trug den Namen „Penny Bridge“. Die Brücke wurde mehrfach erneuert. Die neue Brücke wurde Ende der 1930er-Jahre erbaut, am 23. August 1939 eröffnet und wurde zunächst „Meeker Avenue Bridge“ genannt. Die Baukosten entsprachen etwa 6 bis 13 Millionen US-Dollar, was nach Einrechnung der Inflation zwischen 108 und 234 Millionen US-Dollar entspräche. Die Brücke hat eine Gesamtlänge von 1835 Metern. 1940 wurde die Meeker Avenue Bridge in Kosciuszko Bridge umbenannt, nach Tadeusz Kościuszko, einem polnischstämmigen Kämpfer im Amerikanischen Unabhängigkeitskrieg. Im Jahr 1965 kam es zu einer umfassenden Sanierung der Kosciuszko Bridge, bei der die Fahrbahnen verbreitert wurden.
Im Jahr 2015 wurde die Brücke von etwa 150.000 Fahrzeugen am Tag passiert, was in etwa dem achtzehnfachen Verkehrsaufkommen im Vergleich zur Bauzeit entsprach. Des Weiteren verfügte die Brücke nicht über die modernen Standards einer Autobahnbrücke, sie hatte beispielsweise keine Standstreifen und verfügte über keine Drainagen. Im Jahr 2009 wurde schließlich der Neubau der Brücke mit vier Fahrspuren auf der westlichen und fünf Fahrspuren auf der östlichen Seite sowie einem Rad- und Gehweg beschlossen. Am 4. Dezember 2014 wurde mit knapp einjähriger Verspätung mit dem Bau der neuen Schrägseilbrücke begonnen. Die östliche Seite der Brücke wurde 2017 fertig gestellt, die westliche Fahrbahnseite soll voraussichtlich 2020 für den Verkehr freigegeben werden.

### Robert F. Kennedy Bridge
Mit dem Bau der Robert F. Kennedy Bridge wurde 1929 begonnen, jedoch musste der Bau bereits im folgenden Jahr aus Geldmangel eingestellt werden. 1933 wurde der Brückenbau fortgesetzt, sodass die Brücke am 11. Juli 1936 eröffnet werden konnte. Die Robert F. Kennedy Bridge, die praktisch aus drei verschiedenen Brücken zusammengesetzt ist, hat eine Gesamtlänge von 1580 Metern. Die Spannweite der Hängebrücke über den East River beträgt zwischen den Pylonen 421 Meter, sie ist 30 Meter breit und hat eine lichte Höhe von 44 Metern. Die Brücke über den Bronx Kill ist eine Fachwerkbrücke mit einer lichten Höhe von 17 Metern und einem Widerlagerabstand von 488 Metern. Die Brücke über den Harlem River ist nicht Teil des Interstate 278. Bis zum 19. November 2010 trug die Brücke den Namen Triborough Bridge, danach wurde sie in Gedenken an den früheren Senator Robert F. Kennedy umbenannt.